# Existence předchází esenci
Tvrzení, že existence předchází esenci (jinak také existence předchází podstatu, z francouzštiny: l'existence précède l'essence) je ústřední poznatek existencialismu, jež převrací tradiční filozofický názor, že podstata (povaha) věci je podstatnější a neměnnější než její existence (pouhá skutečnost její existence). Z pohledu existencialistů lidské bytosti mohou svým vědomím vytvářet své vlastní hodnoty a určit smysl života, protože člověk nedisponuje jakoukoliv inherentní identitou nebo hodnotou. Tyto identity či hodnoty si musí tvořit individuálně jednotlivec od jednotlivce (viz tabula rasa). Vykonáváním činů, které korespondují s určenými identitami a hodnotami, jednotlivec potvrzuje a posiluje svoji existenci.
Tuto úvahu lze již nalézt v dílech filozofa Sørena Kierkegaarda v 19. století  , ale přesné znění bylo formulováno až filozofem Jean-Paulem Sartrem ve 20. století. Přímá citace pochází z přednášky „Existencialismus je humanismus“  z roku 1945. Podobný výrok lze však v dřívější době najít v Heideggerově díle Bytí a čas .

## Sartreho pohled
Pro Sartreho znamená „existence předchází podstatě“, že osobnost není tvořena na základě dříve navrženém modelu (predestiance) a ani na přesném účelu, protože je to člověk, kdo se sám rozhodne, jak se zapojí. Sartre nepopírá omezující faktory a podmínky, avšak předkládá řešení Spinozova dilematu, který tvrdil, že lidé jsou určováni tím, co je obklopuje. Sartre říká, že utiskující situace sama o sobě nepředstavuje limitaci. Je to však jen její interpretace a samotné označení za utiskující. Bytost, která se cítí utlačována, situaci utiskující skutečně vytváří. Tím, že promítáme své záměry do našeho současného stavu, tvoříme i naše okolí - „jsem to jen já, kdo okolí volně promění v akci“. Když řekl, že „svět je zrcadlem mé svobody “, myslel tím, že nás svět nutí reagovat, rozvíjet se. Právě rozvíjením se (osvobozováním se) od podmínek současné projektované situace Sartre pojmenovává jako transcendenci . Dodává, že „jsme odsouzeni k svobodě“.
Když se říká, že lidé se sami definují, je to často vnímáno jako prohlášení, že si mohou „přát“ být čímkoli - například ptákem - a pak se jím skutečně stát. Podle Sartreho pohledu by to však bylo rozhodnutí na základě projekce sociálního útlaku, osvojení nedobrých hodnot, ztracení svobody a neautentické chování (viz více bad faith). Pro upřesnění - tímto výrokem se rozumí, že lidé jsou (1) definováni pouze podle svého jednání a (2) že jsou odpovědní za své činy. Lze tedy říci, že osoba, která jedná krutě vůči ostatním lidem, je tímto aktem definována jako krutá osoba a v tom samém případě je například (bez jakékoliv role genů) definována jako odpovědná za bytí krutým člověkem. Z toho vyplývá i pozitivnější terapeutický aspekt - můžete se rozhodnout jednat jinak a být dobrým člověkem na místo krutého, lidé z podstaty původně nejsou v zásadě nositelem ani jedné z vlastností.
Tvrzení, že existence předchází esenci, tedy pro shrnutí znamená, že u člověka neexistuje předem určená vlastnost, ta je definována samotným jednotlivcem prostřednictvím toho, jak tento jedinec vytváří a žije svůj život. Jak říká Sartre: „člověk nejprve existuje, setkává se, narůstá ve světě – a poté se definuje sám“.